# Blace
Blace (cyr. Блаце) – miasto w Serbii, w okręgu toplickim, siedziba gminy Blace. W 2011 roku liczyło 5253 mieszkańców.